# Lycosa perinflata
Lycosa perinflata este o specie de păianjeni din genul Lycosa, familia Lycosidae, descrisă de Robert Henry Pulleine în anul 1922.
Este endemică în South Australia. Conform Catalogue of Life specia Lycosa perinflata nu are subspecii cunoscute.